# مونتيليون دي فيرمو
مونتيليون دي فيرمو (بالإنجليزية: Monteleone di Fermo)‏ هو تقسيم إداري في مقاطعة أسكولي بيتشينو في جهة ماركي بإيطاليا.

## السكان
في سنة 1861 بلغ عدد السكان 1٬135 نسمة، وتطور العدد ليصل في سنة 2011 لـ 436 نسمة.
يظهر هذا المخطط البياني تطور النمو السكاني لـ مونتيليون دي فيرمو